# Фонетична позиція
Фонетична позиція — лінгвістичний термін, введений Московською фонологічною школою.
Сильна позиція — позиція, в якій протиставлення і розрізнення фонем досягають найбільшої сили.
Слабка позиція — позиція, в якій протиставлення фонем неповне або зникає зовсім, тобто нейтралізується.
Для голосних сильна позиція — наголошена, слабка — ненаголошена. Наприклад, у слові се́ла фонема /е/ знаходиться у сильній позиції, оскільки на неї падає наголос, але у слові село́ ця сама фонема перебуває у слабкій позиції і звучить як звук наближений до [и]. У сильній позиції також можуть бути і сонорні приголосні звуки у деяких мовах світу.
У слабкій позицій часто відбувається нейтралізація двох чи більше фонем:
- укр. мене
- укр. мине
  - для цих слів відповідатиме транкрипція [м еи н е́]
- рос. волы
- рос. валы
  - для цих слів відповідатиме транкрипція [в ʌ л ы́]